# 니콜라스 오르시니
니콜라스 오르시니(스페인어: Nicolás Orsini, 1994년 9월 12일 ~ )는 아르헨티나의 축구 선수로 포지션은 공격수이다. 현재 아르헨티나의 CA 보카 주니어스 소속이다.